# طفو

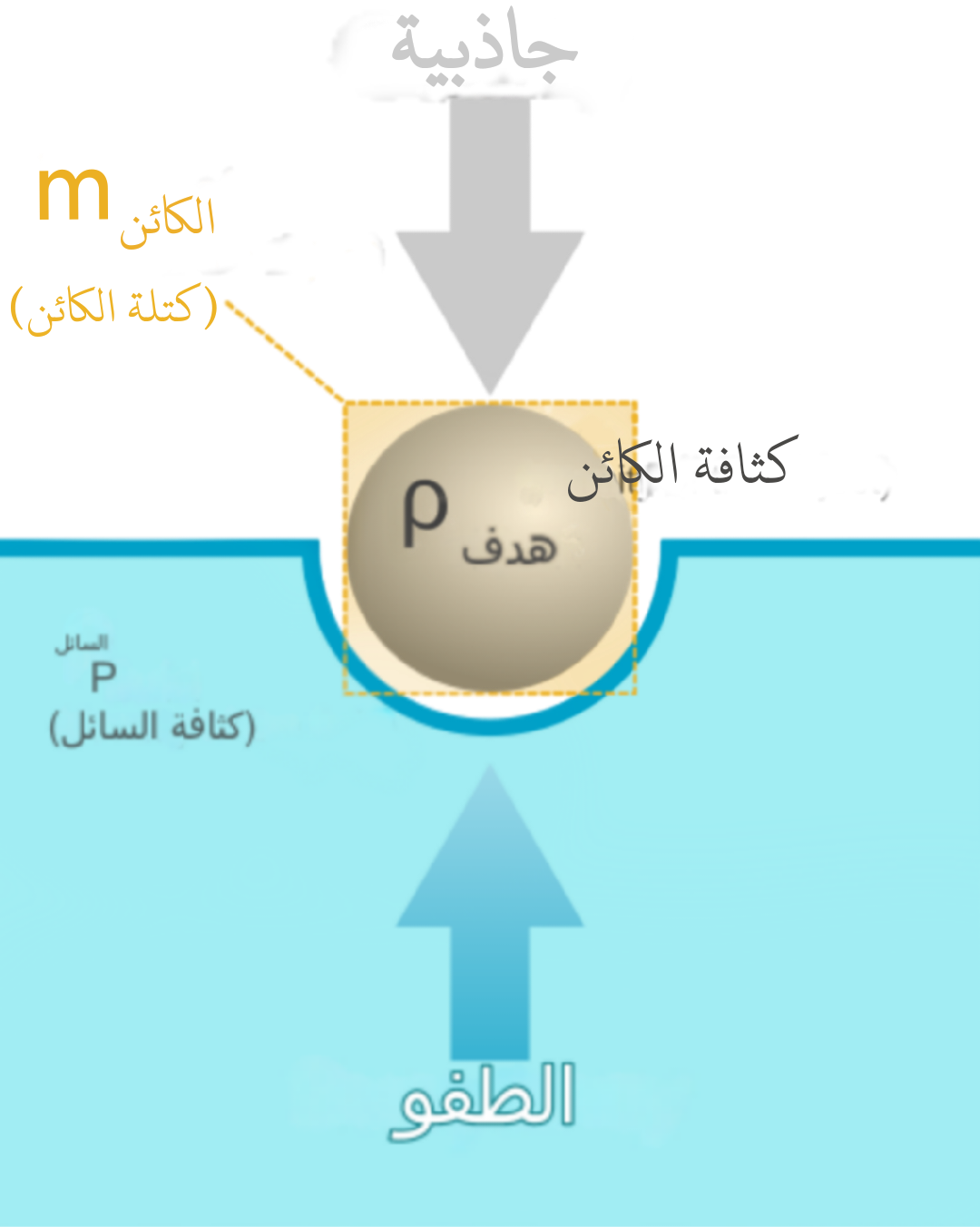
القوى المؤثرة على الجسم عند الطفو.

الطفو أو الطفوية هو ظاهرة تحرك الأجسام في الموائع (السوائل والغازات) إلى الأعلى إذا كان محيطها أعلى كثافة منها، ومثال عليها طفو الخشب على الماء، وطفو الزيت على الماء والمنطاد والغواصة. تلك القوة المؤثرة على الجسم تسمى أحيانا دفع الماء على الجسم.
وتكون قوة الطفو عبارة عن الفرق بين وزن الجسم الحقيقي خاليا من المائع (السائل أو الغازي) وبين وزنه الظاهري في الوسط المائع المحيط. يقاس وزن الجسم الحقيقي بكتلة الجسم مضروبة × تسارع الجاذبية الأرضية.

## الطفو والكثافة
إذا كان وزن جسم ما أقل من وزن الماء المزاح (المـُزاغ) بنفس حجم الجسم عند انغماره في الماء كلياً، تكون كثافة الجسم أقل من كثافة الماء. وبالتالي فإن الجسم سيطفو إلى أن يصبح وزن الجسم مساويا لوزن الماء المزاح. أما إذا كان وزن الجسم أكبر من وزن الماء المزاح في حالة انغماره كليا (مثل النحاس)، فإنه يغطس في الماء، لكن النحاس يستطيع الطفو إذا كان مفرغا بحيث يحتفظ بحجم كاف من الهواء. وفي تلك الحالة، فإن كثافة الجسم ستشمل النحاس وما فيه من هواء، وتصبح أقل من كثافة السائل، وبالتالي فإنه يطفو.
الكثافة = إجمالي كتلة الجسم ÷ حجمه
ووحدة الكثافة كيلوغرام / متر3.
- إذا كان الجسم مصنوع من مادة ذات كثافة أعلى من المائع، كجسم من حديد مثلا في الماء، يؤدي إلى غرق الجسم في السائل أو الغاز المحيط.
- وإذا كان الجسم مصنوع من مادة ذات كثافة عالية ولكن يوجد به حيز من الهواء المحبوس، فقد يكفي دفع الماء لكي يطفو.

مثل السفينة.. مصنوعة من الحديد (الفولاذ) ولكنها وعلى الرغم من حجمها الكبير تطفو، وذلك لوجود حيز من الهواء، فيكون متوسط كثافة السفينة أقل من كثافة الماء.
فهذا يجيب عن السؤال التقليدي حول طفو السفينة هائلة الحجم وغرق المسمار الصغير:
إن جسم السفينة قد صمم بحيث يزيح مقدارا كبيرا من الماء ولو أن كمية الحديد التي صنعت منها السفينة لم تصمم على شكل حوض كبير لغاصت في الماء كالمسمار ومثال السفينة يبين أن طفو جسم ما لا يعتمد على وزنه وإنما يعتمد أيضا على كمية الماء التي يزيحها ويمكن أيضاً إيضاح قاعدة الطفو بهذه الطريقة إذا وضع جسم في الماء فإنه يواجه دفعا من الأسفل إلى الأعلى يعادل وزن كمية الماء التي يزيحها. وحسب قاعدة الطفو فإنه إذا أزاح الجسم ماء وزنه أكثر من وزن الجسم فإنه سيطفو وإذا أزاح الجسم ماءً وزنه أقل من وزن الجسم فإنه سيغوص وإذا أزاح الجسم ماءً مساوياً لوزن الجسم فإنه لن يطفو ولن يغوص ويظل معلقا كما يحدث لتلك الحشرات التي تسير على الماء فإذا عام الجسم فوق الماء سمي موجب الطفو وإذا غاص في الماء سمي سالب الطفو أما إذا لم يعم سمي متعادل الطفو

## قاعدة أرخميدس للأجسام الطافية
إذا طفا جسم على سطح سائل ما فإن وزن الجسم المغمور يساوي وزن السائل المزاح.

## مواضيع متعلقة
- اللزوجة
- أرخميدس
- طوف
- غواصة
- صديري غطس
- شذوذ الكثافة